# Ligne de tramway M (SNCV Groupe de Bruxelles Nord)
 (janvier 2022).
La ligne M est une ancienne ligne du tramway vicinal de Bruxelles de la Société nationale des chemins de fer vicinaux (SNCV) qui reliait Bruxelles à Dilbeek.

## Histoire
Tableaux : 1958 529
Films types S et types N :
• M : Bruxelles - Dilbeek.
• M barré (durant l'Expo 58) : Dilbeek - Expo (Porte du BeNeLux).
La ligne est supprimée le 17 septembre 1966 et remplacée par une ligne d'autobus.